# چیما دا کونلیانو
چیما دا کونلیانو (ایتالیایی: Cima da Conegliano; زاده ۱۴۵۹ - درگذشت ۱۵۱۷) نقاش اهل ایتالیا بود.
این نقاش که در دوران رنسانس فعالیت میکرده بیشتر آثارش با موضوعات چهره انسان‌ها و مردم بوده است.

## نگارخانه

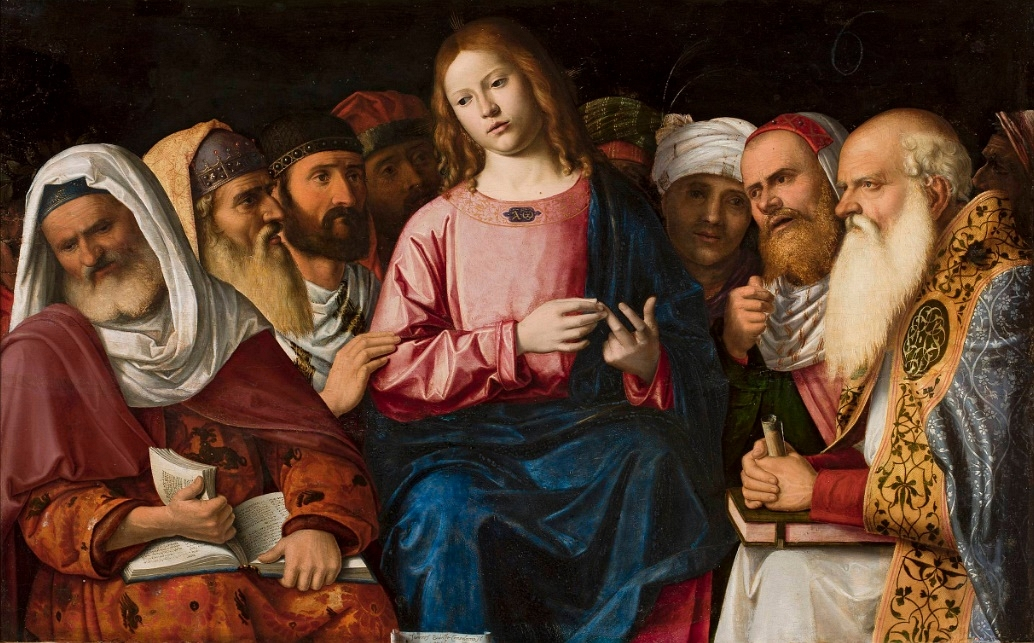
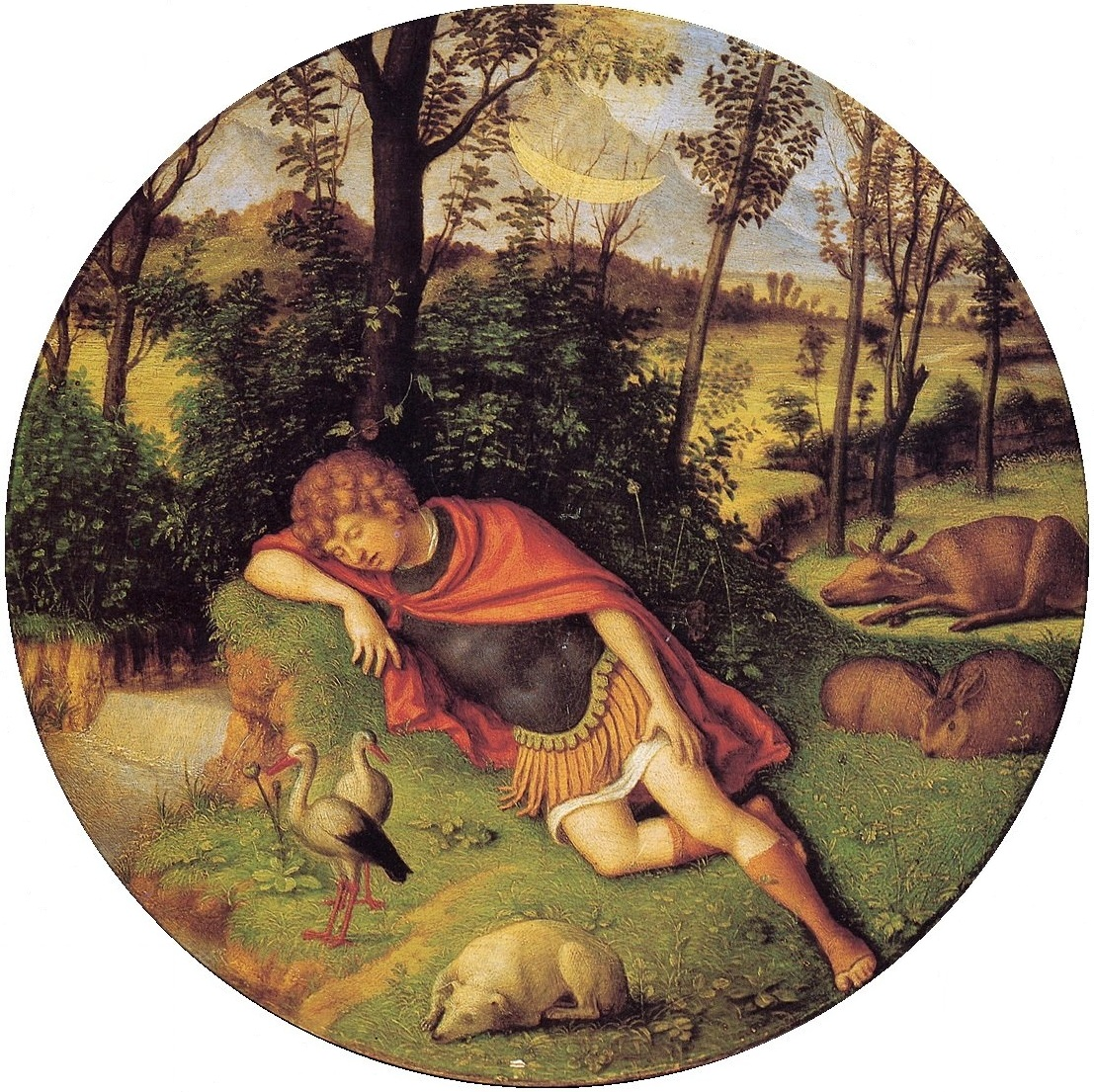
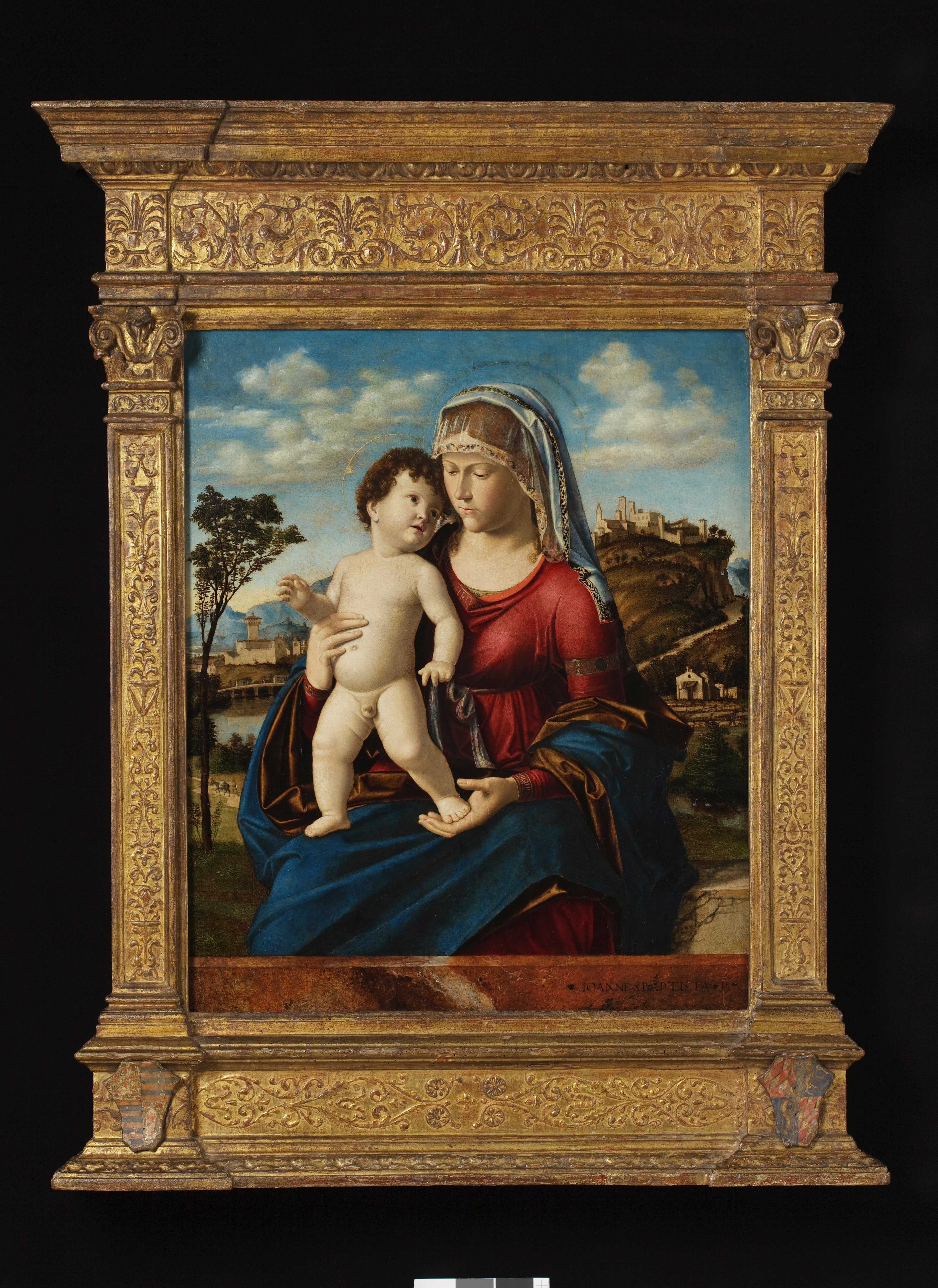
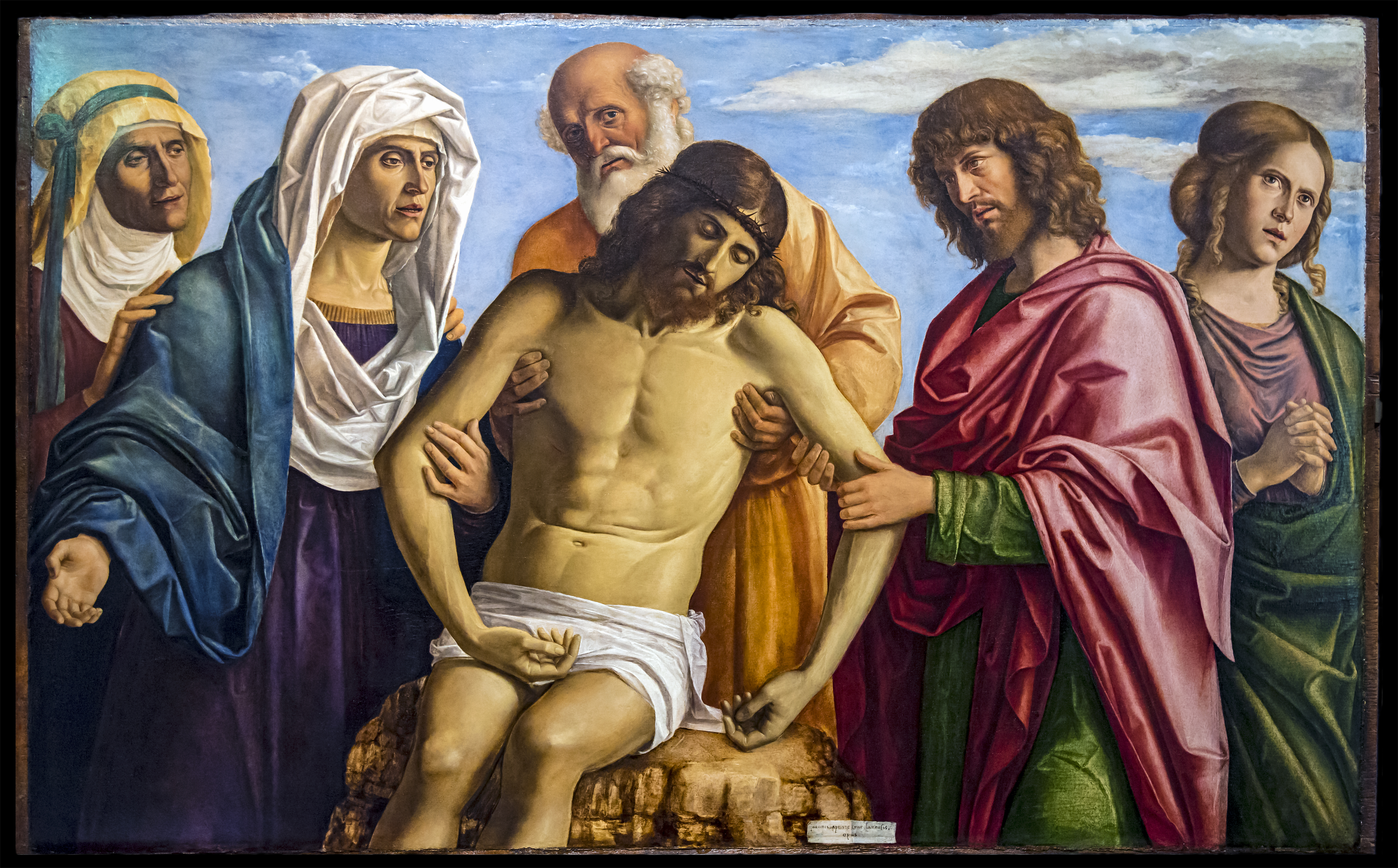
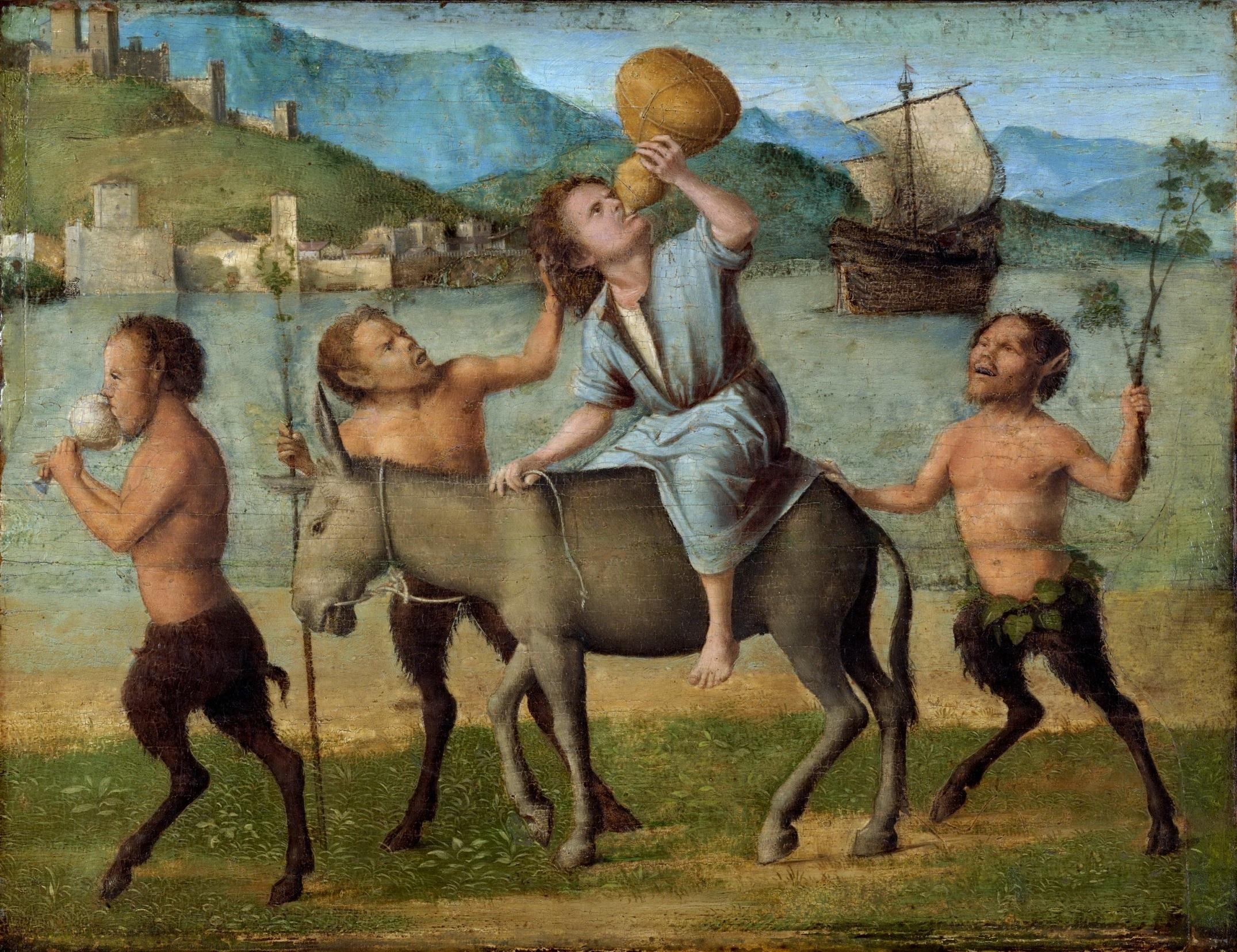
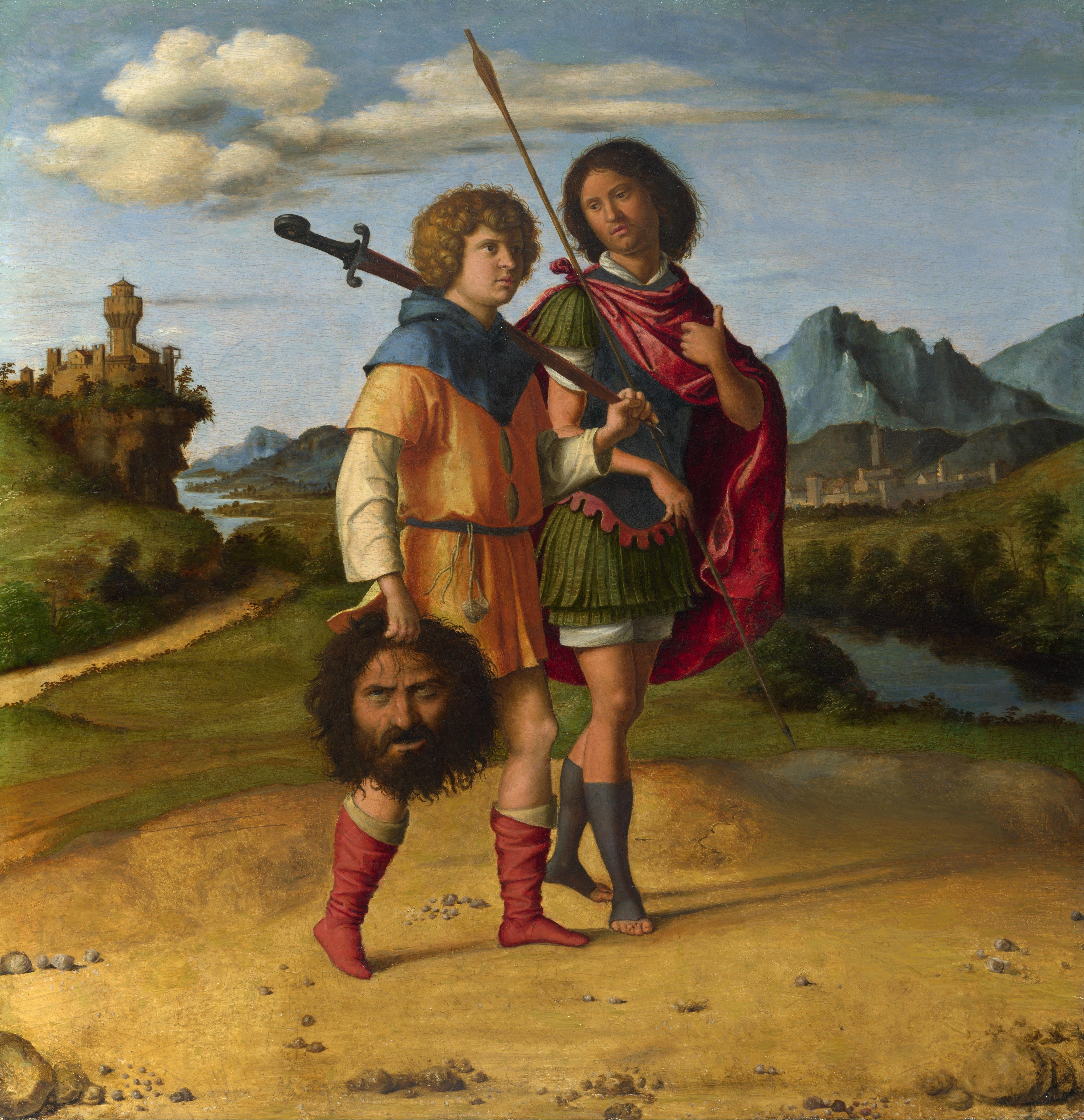
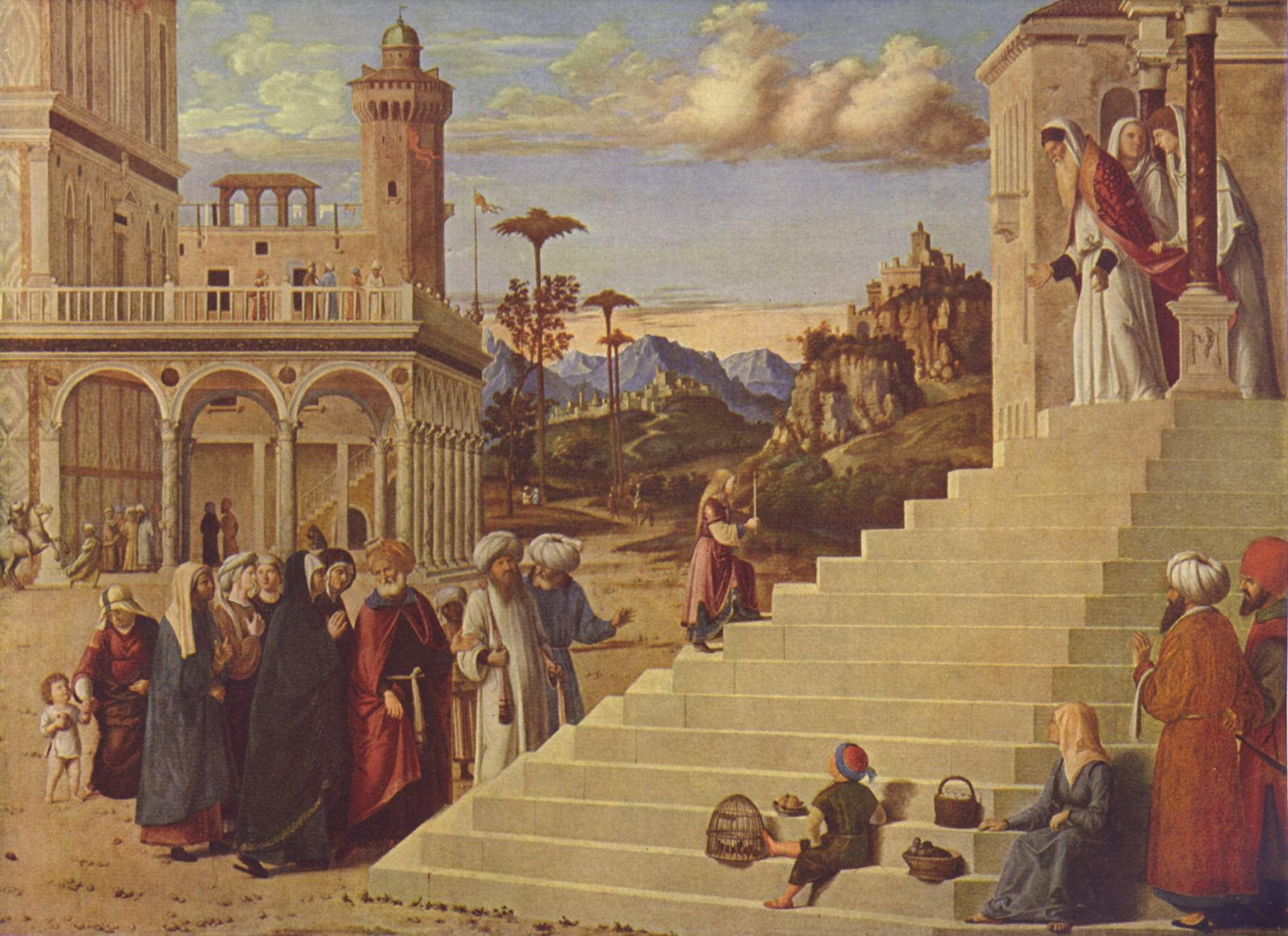
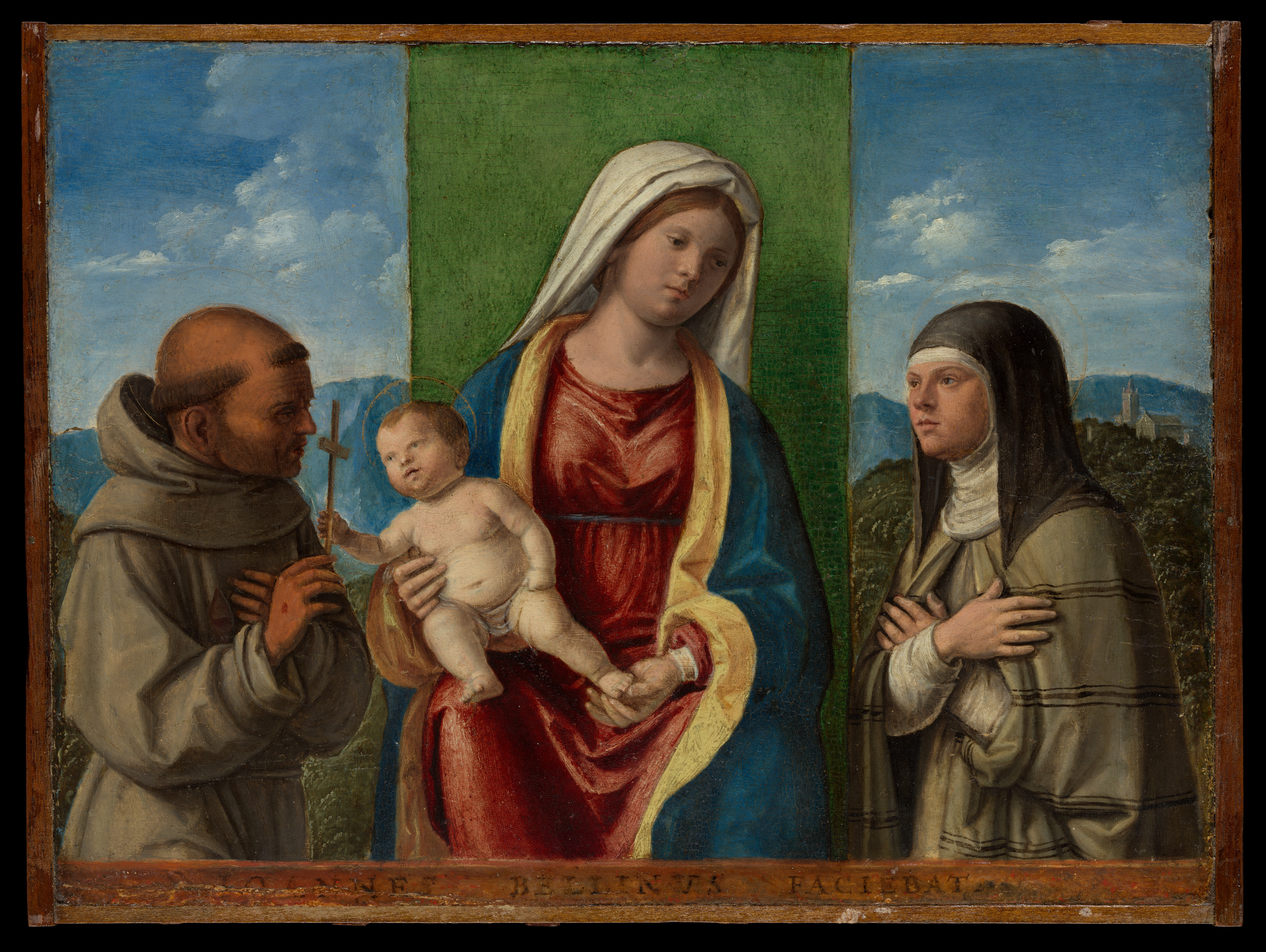
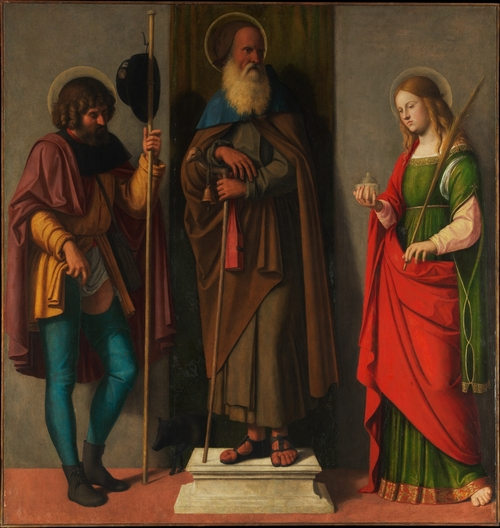